# Magic cookie
«Волшебное печенье» (англ. magic cookie) — это небольшой набор данных, передаваемых одной программой другой программе. Содержимое куки, как правило, не значимо для получателя и не интерпретируется до тех пор, пока получатель не вернёт куки обратно отправителю или другой программе.
В реальной жизни куки можно сравнить с номерком в гардеробе: атрибуты номерка (форма, цвет, надписи) не несут какого-либо определенного смысла для посетителя, но он позволяет получить взамен правильное пальто.
Куки могут использоваться для идентификации в компьютерных приложениях. Например, при посещении веб-сайта серверное приложение может оставить на компьютере посетителя HTTP-куки для аутентификации клиента при его возвращении на сайт. Куки являются компонентом наиболее общего метода аутентификации, используемого в X Window System.
Некоторые куки (например, в протоколе HTTP) могут иметь цифровую подпись или могут быть зашифрованы, чтобы злоумышленники не могли подделать и передать их отправителю для получения несанкционированного доступа.